# Francis Preston Blair, Jr.
Pour les articles homonymes, voir Blair et Preston.
Francis Preston Blair, Jr. (19 février 1821 – 9 juillet 1875) est un homme politique américain et général de l'Armée de l'Union durant la guerre de Sécession. Il représenta le Missouri à la Chambre des représentants des États-Unis et au Sénat des États-Unis, et fut le candidat du Parti démocrate pour la fonction de vice-président des États-Unis en 1868. Il participa également à la guerre américano-mexicaine.
Francis Preston Blair était le fils de Francis Preston Blair, Sr., journaliste et influent patron du Washington Globe, organe officieux des partisans du président américain Andrew Jackson, qu'il a créé en 1830, année où il s'est installé dans la capitale fédérale.